# Leipziger Zeitung
Leipziger Zeitung var en tidning i Leipzig, grundad 1660.
Tidningen tog 1921 namnet Neue Leipziger Zeitung och hade då en borgerlig politisk profil på republikansk grund.